# Inmigración en Filipinas
La inmigración en Filipinas la podemos clasificar en los siguientes puntos de acuerdo a la evolución migratoria durante el transcurso de los siglos hasta la actualidad, a continuación estas son las siguientes características:

## Inmigración prehispánica
Las migraciones al territorio actual de las Filipinas comenzaron varios milenios a. C., con la llegada de las culturas negritas que ingresaron al Sudeste Asiático. Los habitantes originales de las Filipinas son los negritos, y los primeros inmigrantes a las Filipinas eran los austronesios, que llegaron de la China del sur. Hoy en día los austronesios forman la mayoría de la población filipina.

## Inmigración en la época colonial
Antes de la llegada de los conquistadores españoles y la difusión del cristianismo, principalmente del catolicismo, el archipiélago fue colonizado por otras civilizaciones anteriores. Entre ellos los chinos, que se instalaron en sectores del país durante el reinado de famosos emperadores chinos pertenecientes a diferentes dinastías, después los indios y los árabes, que se instalaron principalmente en el sur del país como en las islas de Mindanao, Sulu y Joló, donde crearon sultanatos y que en la actualidad se mantiene por herencia o tradición principalmente en el pueblo moro y samal. Las pequeñas comunidades europeas representa a partir de la conquista y la colonización española durante el siglo XVI, aproximadamente en 1521. A pesar de ser minoritarias que también se han recibido de ese continente, los colonos españoles desde la conquista al archipiélago y sus hijos nacidos en el país han recibido el nombre de criollos, al igual que en América. Aunque no es la única descendencia, porque también se han mezclado en las islas con otros inmigrantes, por lo que quedan intactos numerosos nombres y apellidos españoles. 
Desde que España entrega Filipinas a los Estados Unidos en 1898 hasta la total y completa independencia en 1946, también por parte de norteamericanos hubo mezcla, por lo cual algunos filipinos llevan también apellidos de origen inglés. 
También la inmigración de México fue importante, desde la época colonial y cuando Filipinas comerciaba con este país, durante el Virreinato de la Nueva España, los mestizos mexicanos se mezclaron con los pobladores de las islas, en cantidad similar a la de España y Estados Unidos, sumando mayor número de apellidos de origen español.

## Inmigración actual
Las Filipinas en los últimos años, ha presentado otra tasa de inmigración junto con Tailandia y el número de inmigrantes supera a las grandes potencias asiáticas, entre ellas China, Corea del Sur, Taiwán y sobre todo a Japón, ya que la inmigración es menor en dichos países y donde existe un gran desarrollo económico, industrial y laboral que Filipinas no cuenta con esas condiciones. Esto lo podemos comparar con la situación de la inmigración actual como ocurre en Europa, principalmente en Alemania, España, Francia, Reino Unido, Rusia, entre otros y con algunos países latinoamericanos, como el caso la de Argentina, Brasil, Colombia, México, Puerto Rico y Venezuela. Aunque en los tres primeros la inmigración se debe al gran desarrollo económico y laboral.
Los extranjeros que vienen por distintas razones al país, representan pequeñas comunidades que algunos de ellos ya son residentes. Dentro de esta categoría podemos distinguir las siguientes distintas inmigraciones:
El país ha sido receptor de otro tipo de inmigrantes, entre ellos de Latinoamérica. Poco se sabe de dichos inmigrantes que llegaron a las Filipinas, aunque se han obtenido algunos datos de países como Bolivia, Cuba, Ecuador, Guatemala, Paraguay, Perú, Puerto Rico, República Dominicana, Venezuela, que formarían pequeñas comunidades residentes en el archipiélago, y que llegaron por intercambios culturales, servicios sociales o en busca de un futuro mejor.
Lo mismo de algunos países de Oriente Medio y Sureste Asiático (árabes, pakistaníes, indios, indonesios, malasios, algunos indochinos y entre otros), que por las mismas condiciones, situación similar a los inmigrantes latinoamericanos.
También destacan inmigrantes de diferentes países europeos, procedentes de España, Portugal, Países Bajos, Reino Unido, Francia, Italia, Alemania, Bélgica, Irlanda y entre otros. La mayor parte de ellos son turistas o aventureros, uno que otros hacendados y misioneros que se asentaron en el país y alojados en algunas de las urbanizaciones e islotes frente al Pacífico y en determinados sectores rurales. Aunque también se mezclaron con algunos pobladores del país formando otro mestizaje.
También viven en Filipinas residentes norteamericanos, principalmente de Estados Unidos y Canadá que forman también pequeñas comunidades, al igual que los europeos también dedicados al turismo o la aventura y a las misiones. Por último de países del Lejano Oriente, principalmente pensionistas, inversionistas y hacendados chinos, coreanos, japoneses y taiwaneses, alojados en algunas ciudades y sectores rurales, ambos son dedicados a diferentes actividades como a la agricultura, la manufactura, la pequeña industria, al negocio, al comercio y otros al turismo. También estos inmigrantes, han formado otro mestizaje mezcladose con la población de origen local.
Han llegado también algunos inmigrantes de países africanos, principalmente de la región del Magreb o África del norte y algunos del sur del Sahara. Por último también de algunos países de Oceanía, principalmente turistas e inversionistas australianos y neozelandeses y de otras naciones más cercanas como de Papúa Nueva Guinea, Estados Federados de Micronesia, Islas Marianas del Norte, Guam y entre otros. Ambos forman pequeñísimas comunidades residentes en el país.